# Capo di stato maggiore dell'Esercito popolare del Vietnam
Il capo di stato maggiore dell'Esercito popolare del Vietnam (in vietnamita: Bộ Tổng tham mưu) è il responsabile supremo dell'organizzazione e del comando dell'Esercito popolare del Vietnam. Lo stato maggiore controlla le forze regolari, le forze paramilitari, la milizia e altre attività e servizi connessi alla difesa della Repubblica Socialista del Vietnam. Il capo di stato maggiore è l'esperto tecnico a disposizione del ministro della Difesa del Vietnam. 
Lo stato maggiore dell'Esercito popolare venne ufficialmente costituito il 7 settembre 1945, subito dopo la dichiarazione d'indipendenza del Vietnam da parte di Ho Chi Minh, e il primo capo di stato maggiore fu il generale Hoàng Văn Thái, mentre il generale Võ Nguyên Giáp divenne ministro della difesa del Vietnam. 
Lo stato maggiore dell'Esercito popolare ha svolto un ruolo determinante di organizzazione, direzione e pianificazione nel corso della guerra d'Indocina, la guerra del Vietnam, la guerra cambogiano-vietnamita e la guerra sino-vietnamita. L'attuale capo di stato maggiore è il colonnello generale Nguyễn Tân Cương che è anche contemporaneamente vice ministro della difesa.

## Storia
Lo stato maggiore generale dell'Esercito popolare del Vietnam venne costituito il 7 settembre 1945, subito dopo la rivoluzione di agosto e la fondazione della Repubblica Democratica del Vietnam il 2 settembre 1945. Il primo capo di stato maggiore fu il maggior generale Hoàng Văn Thái che era il principale collaboratore del generale Võ Nguyên Giáp che, come Ministro della Difesa, era la massima autorità del Viet Minh ed esercitava il controllo generale sulle forze vietnamite impegnate nella guerra d'Indocina. Il maggior generale Hoàng Văn Thái mantenne l'incarico fino al 1953 quando passò a dirigere, sotto il comando supremo di Giap, le operazioni logistiche nel corso della battaglia di Dien Bien Phu. 
Dal 1946 al 1975 (durante le due guerre d'Indocina) la suprema autorità di comando e pianificazione era esercitata dal cosiddetto "Quartier generale dell'Esercito popolare del Vietnam" (Bộ Tổng tư lệnh Quân đội Nhân dân Việt Nam); lo stato maggiore generale era direttamente subordinato al "Quartier generale dell'Esercito popolare" e svolgeva le funzioni di organo tecnico a disposizione, in accordo con il decreto N. 47/SL diramato il 1 maggio 1947.
Dopo la fine vittoriosa della guerra del Vietnam, il "Quartier generale dell'Esercito popolare del Vietnam" venne sciolto e lo stato maggiore generale iniziò ad operare sotto il controllo diretto del Ministero della Difesa, nelle funzioni di comando e amministrazione dell'Esercito popolare, delle forze paramilitari, della milizia e di altri servizi connessi alla difesa del paese. Dal 1978 il capo di stato maggiore dell'Esercito popolare è anche vice-ministro della Difesa e può assumere la funzione di ministro incaricato in assenza del Ministro della Difesa. Dopo le dimissioni del colonnello generale Nguyễn Khắc Nghiên, l'attuale capo di stato maggiore è il colonnello generale Phan Văn Giang.

## Struttura dello stato maggiore dell'Esercito popolare
- Ufficio dello stato maggiore generale (Văn phòng Bộ Tổng tham mưu)
- Dipartimento degli affari politici (Cục Chính trị)
- Dipartimento operazioni (Cục Tác chiến)
- Dipartimento del personale (Cục Quân lực)
- Dipartimento informazioni (Cục Công nghệ thông tin)
- Dipartimento guerra elettronica (Cục Tác chiến điện tử)
- Dipartimento dell'addestramento politico-militare (Cục Quân huấn)
- Dipartimento di cartografia (Cục Bản đồ)
- Dipartimento di criptografia (Cục Cơ yếu)
- Dipartimento logistico (Cục Hậu cần)
- Dipartimento delle scuole militari (Cục Nhà trường)
- Dipartimento della difesa civile (Cục Dân quân tự vệ)
- Dipartimento di ricerca e recupero(Cục Cứu hộ cứu nạn)

Lo stato maggiore generale controlla anche direttamente le operazioni della 144ª Brigata che protegge il quartier generale del Ministero della Difesa, il Battaglione della Guardia d'onore di Hanoi (Đoàn Nghi lễ quân đội), e una serie di compagnie e servizi particolari.

## Elenco cronologico dei capi di stato maggiore dell'Esercito popolare
|    | Nome                                                    | Immagine | Inizio mandato   | Fine mandato |
| -- | ------------------------------------------------------- | -------- | ---------------- | ------------ |
| 1  | maggior generale Hoàng Văn Thái                         |          | 7 settembre 1945 | ottobre 1953 |
| 2  | colonnello generale poi generale d'armata Văn Tiến Dũng |          | ottobre 1953     | 1978         |
| 3  | generale d'armata Lê Trọng Tấn                          |          | 1978             | 1986         |
| 4  | generale d'armata Lê Đức Anh                            |          | 1986             | 1987         |
| 5  | generale d'armata Đoàn Khuê                             |          | 1987             | 1991         |
| 6  | colonnello generale Đào Đình Luyện                      |          | 1991             | 1995         |
| 7  | tenente generale Phạm Văn Trà                           |          | 1995             | 1997         |
| 8  | tenente generale Đào Trọng Lịch                         |          | 1997             | 1998         |
| 9  | tenente generale Lê Văn Dũng                            |          | 1998             | 2001         |
| 10 | colonnello generale Phùng Quang Thanh                   |          | 2001             | 2006         |
| 11 | colonnello generale Nguyễn Khắc Nghiên                  |          | 2006             | 2010         |
| 12 | generale d'armata Đỗ Bá Tỵ                              |          | 2010             | 2016         |
| 13 | colonnello generale Phan Văn Giang                      |          | 2016             | 2021         |
| 14 | colonnello generale Nguyễn Tân Cương                    |          | 2021             | in carica    |